# Disturbo masochistico di personalità
 Il disturbo masochistico di personalità è un disturbo di personalità caratterizzato da un modello pervasivo ed egosintonico di comportamenti masochistici che solitamente iniziano nella prima età adulta. Questa diagnosi è stata menzionata in un'appendice del DSM-III, ma successivamente è stata rimossa principalmente a causa della sua sovrapposizione ad altri disturbi psicologici.
Il disturbo masochistico di personalità rientra nella categoria subclinica dei disturbi di personalità non altrimenti specificati (PD-NOS).

## Storia
Il disturbo masochistico di personalità è stato incluso in un'appendice del DSM-III nel 1980 per facilitare gli studi e le ricerche scientifiche su di esso. Con l'uscita della terza edizione revisionata pochi anni dopo, questo disturbo psichico è stato rimosso perché mostrava un alto tasso di comorbilità con altri disturbi della personalità, come quello borderline, evitante e dipente.
Inoltre, questo disturbo della personalità divenne molto controverso, poiché veniva associato alla violenza domestica, che si riteneva fosse causata principalmente dagli uomini. Nonostante la sua definitiva esclusione dal DSM-IV a partire dal 1994, continua ad essere studiato dai medici come una spiegazione di alcuni comportamenti umani.

## Criteri diagnostici
Secondo il DSM-III, il disturbo masochistico di personalità è:
A) Un modello pervasivo di comportamento masochista, che solitamente inizia nella prima età adulta. 
La persona può spesso evitare o compromettere esperienze piacevoli, essere attratta da situazioni o relazioni in cui soffrirà e impedire agli altri di aiutarla, come indicato da almeno cinque dei seguenti elementi:
1. Sceglie persone e situazioni che portano alla delusione, al fallimento o al maltrattamento anche quando sono chiaramente disponibili opzioni migliori.
2. Rifiuta o rende inefficaci i tentativi degli altri di aiutarlo.
3. In seguito ad eventi personali positivi (ad esempio, un nuovo risultato), risponde con depressione, senso di colpa, o un comportamento che produce dolore.
4. Incita alla rabbia o al rifiuto da parte degli altri e poi si sente ferito, sconfitto o umiliato.
5. Rifiuta le opportunità di piacere o è riluttante a riconoscere di divertirsi (nonostante possieda adeguate abilità sociali e capacità di provare piacere).
6. Non riesce a portare a termine compiti cruciali per i propri obiettivi personali nonostante abbia dimostrato la capacità di farlo (ad esempio, aiuta gli altri studenti a scrivere documenti, ma non è in grado di scrivere i propri).
7. non è interessato o rifiuta le persone che lo trattano costantemente bene.
8. Si impegna in un'eccessiva abnegazione non richiesta dai destinatari del sacrificio.
9. La persona può spesso evitare o minare le esperienze piacevoli rifiuta le opportunità di piacere, o è riluttante a riconoscere di divertirsi.